# 蘇豪製造廠

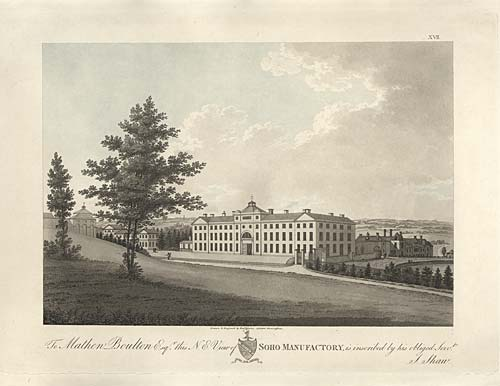
1800年的苏豪制造厂

蘇豪製造廠（英語：Soho Manufactory）是英国伯明翰苏豪的一家早期工厂，在工业革命初期率先采用装配线原理进行大规模生产。它从1766年到1848年运营，1863年被拆除。

## 早期
该工厂是由“玩具”制造商马修·博尔顿和他的商业伙伴约翰·福瑟吉尔建立的。1761年，他们在汉兹沃斯海斯租了一块地，里面有一间小屋和一座水力驱动的金属轧机。工厂被利奇菲尔德的怀亚特家族设计建造的新工厂所取代，并于1766年完工。小屋后来被拆除了，博尔顿的家也建在了这里，也是由怀亚特家族建造的。
工厂从霍克利布鲁克取水。

## 生产
这家工厂生产的产品范围很广，从纽扣、扣环、盒子到日本漆制品(统称为“玩具”)，再到后来的奢侈品，如银器和镀金青铜。

### 蒸汽机

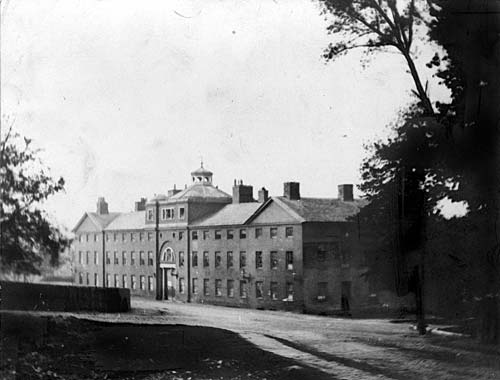
The Soho Manufactory c. 1860.

1782年，它成为了第一个有日星齿轮的瓦特蒸汽机的地方。.它也是第一家蒸汽铸币厂的所在地，后来，第一座伯明翰铸币厂使用了蒸汽铸币厂的印刷机。

## 后期
在后来的几年里，工厂通过苏豪码头的运河提供服务，苏豪码头位于伯明翰运河航运的苏豪环路的短苏豪分支的末端。
工厂在19世纪中叶被拆除，场地被用作住宅。

## 文化
上世纪90年代，电视考古节目《时间团队》在当地一些后花园中挖掘了这些地基。（第4季第3集，1997年）
英格兰银行50英镑的钞票上印有该工厂的图片，还有马修·博尔顿、詹姆斯·瓦特和惠特布莱德发动机。